# Eustroma chalcoptera
Eustroma chalcoptera är en fjärilsart som beskrevs av George Francis Hampson 1895. Eustroma chalcoptera ingår i släktet Eustroma och familjen mätare. Inga underarter finns listade i Catalogue of Life.